# Paul Marigney
Paul Marigney (Oakland, California, 26 de octubre de 1983) es un baloncestista estadounidense. Con 1,92 metros de altura, actúa en la posición de escolta.

## Trayectoria

### Universidad
Marigny fue becado por el Saint Mary's College de California, donde se incorporó a los Gaels, el equipo de baloncesto de la institución que competía en la West Coast Conference de la División I de la NCAA.
Estuvo cinco años allí, viéndose obligado a no competir durante su tercer año debido a una lesión que sufrió. En total jugó 91 partidos con el equipo, en los que promedió 13,5 puntos, 4,3 rebotes y 1,5 asistencias por encuentro.

### Profesionalismo

#### Europa
Tras culminar su participación en el baloncesto universitario estadounidense, Marigney decidió jugar profesionalmente. Por ese motivo durante el verano de 2005 compitió en varios torneos de exhibición como la San Francisco Bay Area Pro-Am Basketball League y la NBA Summer League, e incluso participó de un partido en el que un grupo de jugadores de la NCAA se enfrentó a un seleccionado de filipinos. Tras esas experiencias se presentó al Draft de la NBA Development League de 2005, donde fue elegido por los Tulsa 66ers. Empero el escolta no llegó a debutar en esa liga, siendo en su lugar fichado por el JDA Dijon de la LNB Pro A de Francia. 
En su primer año en Europa, actuó tanto en la primera como en la segunda categoría profesional del baloncesto francés. En el verano de 2006 desembarcó en la Legadue de Italia, competición en la que jugaría hasta 2013, pasando por las filas de siete equipos diferentes. En 2012 estuvo muy cerca de jugar con el Victoria Libertas Pesaro en la Serie A, 
 pero finalmente ello se frustró. 

#### Venezuela
En junio de 2013 reforzó a los Cocodrilos de Caracas de la Liga Profesional de Baloncesto de Venezuela, arribando al equipo cuando este se encontraba ya disputando las semifinales del torneo. Los caraqueños terminarían consagrándose campeones del torneo.

#### Medio Oriente
Tras su experiencia en Sudamérica, Marigney pasó los siguientes tres años en Medio Oriente, jugando para equipos de la primera división libanesa y de la segunda división israelí.

#### Latinoamérica
En 2016 se incorporó a los Ostioneros de Guaymas del CIBACOPA, iniciando así una relación con el club mexicano que se extendería hasta 2018. En ese periodo también disputó la temporada 2016-17 de la LNBP como parte de los Barreteros de Zacatecas.
Tras dejar a Ostioneros de Guaymas, fue contratado por el equipo ecuatoriano Juvenil de Vinces, al cual lideraría en la conquista de la Liga Ecuatoriana de Baloncesto de 2018.
No volvió a jugar en la LNBP en México, pero si lo hizo en otra competiciones de ese país como la CIBACOPA, la Liga de Básquetbol Estatal de Chihuahua y el CIBAPAC.
En 2022 retornó a Ecuador para actuar en la Liga Básquet Pro como miembro del equipo Cracks del Norte James Liberio, algo que haría también al año siguiente pero como miembro del Importadora Alvarado.